# Adromischus humilis
Adromischus humilis (Адроміскус низькорослий) — сукулентна рослина роду адроміскус родини товстолистових (Crassulaceae).

## Етимологія
Видова назва походить від лат. humilis — низький, скромний, низькорослий.

## Морфологічні ознаки
Багаторічники з коротким, зазвичай нерозгалуженим стеблом 10—20 мм завдовжки з кільцем веретеноподібних кореневих бульб. Листки від оберненояйцевидної до округлої форми, 10—15 (до 24) мм завдовжки і 5—8(до 12) мм завширшки, зазвичай різко клиноподібні, заокруглені на верхівці, стиснуті до спини, увігнуті зверху та опуклі знизу, м'ясисті, зелені або сіро-зелені, часто з пурпурними крапками зверху і часто від рожевих до фіолетових знизу. Суцвіття — щиток з 1—3 (до 4) монохазіями з 1—3 коричнево-фіолетовими квітками; квітконіжки 8-16 мм завдовжки. Бруньки округлі або злегка поздовжньо-жолобчасті, поступово звужуються до верхівки, прямостоячі. Чашолисток 2-2,5 мм завдовжки, зелений. Віночок з вузько-лійкоподібною трубкою завдовжки 10-12 мм, жовтувато-зелений; частки широко трикутно-яйцеподібні, 2,5-3,5 мм завдовжки, гострі, шорсткі та з деякими булавоподібними трихомами навколо горла, темно-червонувато-фіолетові. Пильовики ледь виступають. Луски довгасті, злегка вирізані, ледь звужені до основи.
Подібний до Adromischus phillipsiae, але рослини менші та щільніші, квітки більш-менш прямостоячі, трубка віночка 10-14 мм завдовжки, жовто-зелена, з темно-бордовим кольором всередині, горло з кількома дрібними булавоподібними волосками.

## Поширення
Південноафриканський ендемік. Поширений в Західнокапській та Північнокапській провінціях. Зустрічається в горах Нувевельд поблизу Бофорт-Веста, на північ від Лайнсбурга в Кліпфонтейні та на перевалі Оуклуф біля Фрейзербурга.

## Середовище проживання та екологія
Мешкає в ущелинах скель. Під кущами або в ущелинах сланцевих відслонень на крутих схилах.

## Природоохоронний статус
Adromischus humilis входить Червоного списку рослин Південно-Африканської Республіки (англ. Red List of South African Plants) зі статусом Види в найменшій загрозі. Ареал обмежується ущелинами скель в горах Центрального Кару (площа поширення 5168 км²), де він відомий із семи субпопуляцій, але ймовірно, що існують невідкриті популяції. Його перевага середовищ існування в скелястих ущелинах означає, що йому нічого не загрожує.